# Liam Aiken
Liam Padraic Aiken se narodil 7. ledna 1990 v New Yorku, jako jediné dítě Billa Aikena (producenta v MTV, který zemřel na rakovinu, když byly Liamovi 2 roky) a irské imigrantky jménem Moya. Jeho profesionálním debutem se stala reklama pro Ford Motor Company na auto Ford Windstar. V divadle poprvé vystupoval v sedmi letech a to na Broadwayi v Ibsenově hře Nora. Ve stejném roce si poprvé zahrál ve filmu Henry Fool jako syn Parker Posey.

## Zajímavosti
Nyní navštěvuje Dwight-Englewood School, kterou by měl zakončit v roce 2008. Poslouchá punk, hraje na elektrickou a akustickou kytaru a na bubny a navíc je hlavní kytarista v kapele Saint Levi. Jeho první pes, italský greyhound, se jmenoval Kes.

## Oblíbené
- Filmy: "The Sting" a "Loupež po italsku"
- Barva: oranžová
- Pro Skateboarder: Eric Koston
- Jídlo: cereálie
- Hobbies: skateboarding, hraní, sledování TV a filmů, lyžování, surfing, hraní na kytaru, čtení
- ŘNP knížka: Ledová stěna
- Kapely: Rage Against the Machine, Green Day, Slipknot, Rufus Wainright

## Filmografie

### Filmy
- Henry Fool (1997)
- Montana (1998)
- Objekt mé touhy (1998)
- Druhá nebo první (1998)
- Snila jsem o Africe (2000)
- Listopadová romance (2001)
- The Rising Place (2001)
- Road to Perdition (2002)
- Pozor, hodný pes! (2003)
- Řada nešťastných příhod (2004) - Klaus Baudelaire
- Fay Grim (2006)
- Airborn (2008)
- Nor'easter (2012)

### TV pořady
- Zákon a pořádek (1998)
- Law & Order: Criminal Intent (2002)

### Divadlo)
- Nora (1996)